# ماريا وايت لويل
ماريا وايت لويل (بالإنجليزية: Maria White Lowell)‏ (8 يوليو 1821، وترتاون في الولايات المتحدة - 27 أكتوبر 1853، كامبريدج في الولايات المتحدة)؛ كاتِبة وشاعرة أمريكية.